# Laphria violacea
Laphria violacea là một loài ruồi trong họ Asilidae. Laphria violacea được Macquart miêu tả năm 1846. Loài này phân bố ở vùng Tân nhiệt đới.